# Largo Wandel
Largo Wandel (* 1942 oder 1943; † 2014) war ein deutscher Basketballspieler, der mit Leverkusen drei Mal deutscher Meister wurde und 14 Länderspiele für die BRD bestritt.

## Laufbahn
In den Jahren 1969 und 1970 bestritt Wandel insgesamt 14 A-Länderspiele für die bundesdeutsche Nationalmannschaft. Auf Vereinsebene spielte er bis 1973 für TuS 04 Leverkusen in der Basketball-Bundesliga. Er gehörte von 1968 bis 1973 zur Leverkusener Mannschaft, die 1970 erstmals deutscher Meister wurde, 1971 und 1972 gewann er mit dem Verein weitere Meistertitel. Wandel bestritt 94 Bundesliga-Spiele für die Rheinländer und kam auf einen Mittelwert von 11,8 Punkte je Begegnung.
Wandel starb 2014 im Alter von 71 Jahren.